# Música do Níger
Níger é um país africano habitado por uma mistura de grupos étnicos, trazendo cada um tradições musicais desenvolvidas para a cultura nacional.

## Estilos musicais tradicionais
Os hauçás, que constitui mais da metade da população do país, utiliza a duma (instrumento de percussão local) e o molo (um alaúde) em suas tradições griôs, juntamente com o Ganga, a algaita (instrumento de sopro) e o kakaki (trompete) para cerimônias formais, de luta e de Estado. Um exemplo disso é o uso cerimonial de trombetas para marcar a ampla autoridade do Sultanato de Damagaram na região sudeste de Zinder.
Mais de 20% da população do Níger são povos zarmas, enquanto os Tuaregues e os fulas somavam em torno de 1 milhão no início do século XXI, sendo pouco menos de 10% cada. Os Kanuri são pouco mais de 4%, enquanto os Toubou, os Diffa e os Gurma são pequenas populações de menos de meio por cento cada.
Os Zarma habitam a área ao redor da capital, Niamey. Eles tocam, no geral individualmente, uma variedade de alaúdes (xalã ou molo), flautas e violinos, e, assim como os Fulas, perpetuam a tradição griô de cantores e músicos de louvor pertencentes às bases das castas. A música tradicional songai foi tema de amplo estudo realizado no final do período colonial e início da independência.
Os tuaregues do norte são conhecidos por sua poesia romântica, informal cantada/falada, Interpretada tanto por homens quanto por mulheres, com vozes acompanhadas por palmas, tambores tinde (nas canções das mulheres) e o viol de uma corda (nas canções dos homens).
Os fulas e Wodaabe, subgrupo nômade do deserto de Fula, entoam repetidamente cantos com várias vozes, que são acompanhadas por palmas, batidas e sinos. O festival Wodaabe Gerewol é um exemplo dessa tradicional percussão repetitiva e hipnótica de coral. Os berberes também são conhecidos por sua complexa polifonia no cantar.

## Música contemporânea (moderna) do Níger
A música de entretenimento não foi prontamente aceita pelo governo do Níger, embora as restrições tenham afrouxado desde a morte de Seyni Kountché em 1987. Uma competição musical chamada de Prêmio Dan Gourmou ajudou a inspirar um renascimento musical no país. Em 1990, foi fundado o Centro de Formação e Promoção Musical, através da utilização de uma concessão do Fundo Europeu de Desenvolvimento, o que contribuiu para impulsionar esse processo. Músicos formaram bandas a fim de alcançar fama, tanto nacional quanto internacional, entre os quais o de maior sucesso foi o grupo Takeda, formado  pelo cantor de reggae Adams Junior e por Saâdou Bori, Fati Mariko, Mamoudou Abdousalam, Sani Aboussa, John Sofakolé, Moussa Poussy e Yacouba Moumouni.
Em meados dos anos 1990, o produtor de discos Ibrahima Sylla, de renome internacional, viajou para Niamey e acabou assinando com Poussy e Saadou Bori. Desde então, ele também ajudou na liberação de registros de Adams Junior e do Mamar Kassey (talvez o grupo nigerense mais conhecido fora do país), que combinam os estilos tradicionais songais com o jazz moderno.
Formou-se em 2004, no Festival no Deserto (Festival au Désert), A banda Etran Finatawa ("As Estrelas da Tradição"), composto por tuaregues e membros Wodaabe.
Desde 2008, a Tal Nacional tem sido a banda contemporânea mais popular no Níger. Eles são de Niamey. Seu álbum A-Na Waya (2008) alcançou o topo das paradas no Níger e ganhou inúmeros prêmios. Em 2013, a banda assinou um contrato internacional com a gravadora Fat Cat Records para produzir o álbum "Kaani".

## Blues Tuaregue
o Blues Tuaregue (Tuareg Blues) é provavelmente o estilo musical tuaregue mais conhecido no mundo. Emergindo dos campos de refugiados das rebeliões dos tuaregues da década de 1990, o Blues Tuaregue foi exportado para a Europa, mais notadamente pela banda Tinariwen, do Mali. Entre os artistas nigerenses desse estilo, estão o pioneiro guitarrista Abdallah ag Oumbadougou, de Agadez, com sua banda Takrist n'Akal, além de Bombino, também de Agadez, Toumast (de Moussa ag Keyna), Mdou Moctar e Mouma Bob .